# Канталиче
Канталиче (итал. Cantalice) је насеље у Италији у округу Ријети, региону Лацио.
Према процени из 2011. у насељу је живело 497 становника. Насеље се налази на надморској висини од 728 м.

## Становништво
| 1936. | 1951. | 1961. | 1971. | 1981. | 1991. | 2001. | 2011. |
| ----- | ----- | ----- | ----- | ----- | ----- | ----- | ----- |
| 3.389 | 3.458 | 2.909 | 2.624 | 2.659 | 2.753 | 2.875 | 2.726 |